# Altaflorestamyrpitta
Altaflorestamyrpitta (Hylopezus whittakeri) är en fågel i familjen myrpittor inom ordningen tättingar.

## Utbredning och systematik
Fågeln förekommer i Amazonområdet i Brasilien, söder om Amazonfloden mellan floderna Madeira och Xingu.
Den beskrevs som ny art för vetenskapen så sent som 2012.

## Status
IUCN erkänner den inte som art, varför den inte placeras i någon hotkategori.